# Akira Miyazawa
Akira Miyazawa (宮沢昭) (6 de diciembre de 1927 en Matsumoto - 6 de julio de 2000 en Tokio) fue un saxofonista, clarinetista y flautista de  jazz japonés.
Miyazawa tocó cuando era adolescente en bandas militares japonesas durante la Segunda Guerra Mundial y después de la guerra se embarcó en una carrera en la música jazz. Trabajó extensamente con Toshiko Akiyoshi en las décadas de 1950 y 1960, así como con Yasuo Arakawa, Hampton Hawes, Hidehiko Matsumoto, Helen Merrill, Shōtarō Moriyasu, Masahiko Sato, Masahiko Togashi, Mal Waldron y Sadao Watanabe.
Miyazawa dejó el jazz en la década de 1970 pero regresó en 1981 con los álbumes My Piccolo y On Green Dolphin Street.